# Soulé Dankoro
Soulé Dankoro, né le 29 décembre 1943 à Niaro  dans la commune de Sinendé et mort le 16 avril 2019 à Mamoudzou, est un militaire et homme politique béninois. Il est  député de la 3e législature  et ancien ministre de la santé du Parti de la révolution populaire du Bénin du Général Mathieu Kérékou.

## Biographie

### Enfance et formations
Soulé Dankoro est né en 1943 à Niaro  dans la commune de Sinendé.

## Carrière
Soulé Dankoro occupe plusieurs postes tout au long de sa carrière. Il  est médecin et colonel de l'armée, président du Parti Démocratique du Bénin (PDB), premier président de la Commission Nationale de Linguistique Baatonu (CNLB) et plusieurs fois ministre pendant la période révolutionnaire. Il est élu en 2003 député dans la 9e circonscription électorale pour le compte de la troisième mandature. Il meurt à Mamoudzou le 16 avril 2019. Il est inhumé le 4 mai 2019 à Sinendé,,,,,,.